# Diactis soleta
Diactis soleta är en mångfotingart som beskrevs av Loomis 1937. Diactis soleta ingår i släktet Diactis och familjen Schizopetalidae. Inga underarter finns listade i Catalogue of Life.